# 马金虎
马金虎（1950年—），回族，中华人民共和国政治人物、第十一届全国政协委员。
加入中国共产党，担任宁夏回族自治区党委常委、统战部部长。2008年，当选第十一届全国政协委员，代表特别邀请人士，分入第五十八组。